# Högpassfilter

Ett enkelt högpassfilter

Ett högpassfilter är ett (vanligtvis elektroniskt) filter som dämpar låga frekvenser men som släpper igenom höga frekvenser.
Ett enkelt passivt filter kan bestå av en kapacitans och ett motstånd som i figuren. Vid höga frekvenser är kapacitansens reaktans liten i förhållande till motståndet, och utgångsspänningens amplitud är nästan lika med ingångsspänningen. Filtret har sin brytfrekvens där reaktansens har samma värde som resistansen. Här är fasskillnaden mellan ingångs- och utgångssignal 45° (se figur), och utgångsspänningen är 1/√2 = 3 dB mindre än ingångsspänningen. Under brytpunkten är utgångsspänningen ungefär proportionell mot frekvens, det vill säga att spänningen minskar med 20 dB per dekad eller 6 dB per oktav, typiskt för ett första ordningens filter.